# La Compôte

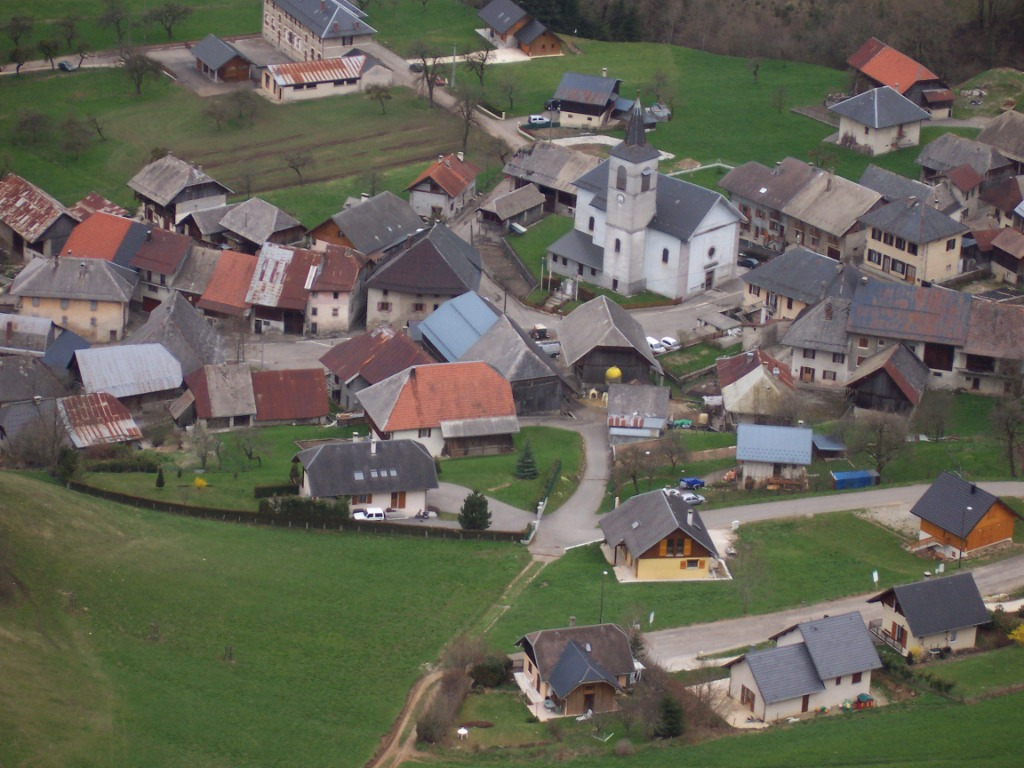
La Compôte

La Compôte is een gemeente in het Franse departement Savoie (regio Auvergne-Rhône-Alpes) en telt 217 inwoners (2004). De plaats maakt deel uit van het arrondissement Chambéry.

## Geografie
De oppervlakte van La Compôte bedraagt 7,5 km², de bevolkingsdichtheid is 28,9 inwoners per km².
De onderstaande kaart toont de ligging van La Compôte met de belangrijkste infrastructuur en aangrenzende gemeenten.

## Demografie
Onderstaande figuur toont het verloop van het inwonertal (bron: INSEE-tellingen).